# Emmy Internacional 2021
A 49.ª cerimônia de entrega dos International Emmys (ou Emmy Internacional 2021) aconteceu em 22 de novembro de 2021 na Casa Cipriani em Nova Iorque, e premiou os melhores programas de televisão transmitidos fora dos Estados Unidos, e de conteúdo de língua não inglesa produzido para a TV estadunidense no período de 1º de janeiro a 31 de dezembro de 2020.
As nomeações foram anunciadas em  23 de setembro de 2021. As indicações ao prêmio deste ano incluem 44 produções em 11 categorias, e um número recorde em 24 países.
A cerimônia contou com a apresentação de Yvonne Orji ao lado de Vanessa Williams, Method Man, Joshua Jackson, Brian Cox, Piper Perabo, Danielle Moné Truitt, Chiké Okonkwo, Aidan Quinn, Brian d'Arcy James, Emeraude Toubia, Luciano Huck, Felipe Santana, Henning Baum e Angélica. O ex-jogador da NBA Dirk Nowitzki apresentou o Directorate Award, um prêmio pelo conjunto de sua obra, para o diretor-geral da emissora alemã ZDF, Thomas Bellut.

## Elegibilidade
As inscrições para o 49º International Emmy Awards foram abertas para todas as categorias em 9 de dezembro de 2020 e se encerraram em 17 de fevereiro de 2021.

## Transmissão
A cerimônia do Emmy Internacional foi transmitida ao vivo no site oficial da Academia Internacional (iemmys.tv), a partir das 19h00 horário do leste dos EUA.

## Vencedores e indicados
| Melhor Série Dramática | Melhor Série de Comédia |
| --- | --- |
| - Tehran () (Donna Productions/Paper Plane Productions) - Aarya () (Ram Madhvani Films/Endemol Shine Group) - El presidente () (Gaumont/Amazon Studios) - There She Goes () (Merman Television)                                   | - Dix pour cent () (France Télévisions/Netflix) - Motherland: Especial de Natal () (Merman/Twofour/Lionsgate) - Promesas de Campaña () (TeleColombia/Claro Video) - Vir Das: For India () (Weirdass Comedy/Netflix)                                    |
| Melhor Ator | Melhor Atriz |
| - David Tennant em Des () (New Pictures/ITV) - Roy Nik em Normali () (Dori Media/HOT) - Nawazuddin Siddiqui em Serious Men (Netflix) - Christian Tappan em El robo del siglo () (Dynamo/Netflix)                                  | - Hayley Squires em Adult Material () (Fifty Fathoms) - Valeria Bertuccelli em O Caderno de Tomy () (Pampa Films/Netflix) - Ane Gabarain em Pátria () (HBO Europe/Alea Media) - Menna Shalabi em Every Week Has A Friday () (Shahid/Meem/Film Factory) |
| Melhor Filme para TV ou Minissérie | Melhor Telenovela |
| - Atlantic Crossing () (Cinenord/Beta Film/NRK) - Des () (New Pictures/ITV) - Tudo Bem Não Ser Normal () Coreia do Sul (tvN) - Todas as Mulheres do Mundo () (Globoplay)                                                          | - The Song of Glory () (Tencent Video) - Amor de Mãe () (TV Globo) - Quer o Destino () (Plural Entertainment/TVI) - A Quest to Heal () (Channel 8/MediaCorp)                                                                                           |
| Melhor Programa Artístico | Melhor Documentário |
| - Kubrick by Kubrick () (Temps Noir/Telemark/ARTE) - Emicida: Amarelo - É Tudo Pra Ontem () (Netflix) - Romeo and Juliet: Beyond Words () (Footwork Films) - Kabuki Actors' Anguish – Is Entertainment Nonessential? () (Fuji TV) | - Hope Frozen: A Quest to Live Twice () (2050 Productions/Netflix) - Cercados () (Globoplay) - They Call Me Babu () (Pieter van Huystee Film) - Toxic Beauty () (White Pine Pictures)                                                                  |
| Melhor Série de Curta Duração | Melhor Programa de Entretenimento sem Roteiro |
| - INSiDE () (Luminous Beast) - Beirut 6:07 () (Shahid/Imagic) - Diário de Um Confinado () (Globoplay) - Gente hablando () (Set Màgic/Atresmedia)                                                                                  | - The Masked Singer () (Bandicoot Scotland/ITV) - Da's Liefde! () (Shelter) - I-Land () Coreia do Sul (CJ ENM/Mnet) - ¿Quién es la Máscara? () (Televisa/EndemolShine)                                                                                 |
| Melhor Programa Não Anglófono do Horário Nobre | |
| - Grammy Latino de 2020 () (Univision/Academia Latina da Gravação) - A Tiny Audience () (HBO/DirecTV) - COVID-19 Adaptarnos o morir () (WAPA) - Premio Lo Nuestro 2020 () (Univision)                                             | |

## Múltiplas vitórias
Por país
| N.º de vitórias | País        |
| --------------- | ----------- |
| 3               | Reino Unido |
| 2               | França      |

Por emissora
| N.º de vitórias | Emissora/plataforma |
| --------------- | ------------------- |
| 2               | Netflix             |
| 2               | ITV                 |

## Múltiplas indicações
Por país
| N.º de indicações | País           |
| ----------------- | -------------- |
| 6                 | Reino Unido    |
| 5                 | Brasil         |
| 4                 | Estados Unidos |
| 3                 | Índia          |
| 2                 | Colômbia       |
| 2                 | Coreia do Sul  |
| 2                 | Espanha        |
| 2                 | França         |
| 2                 | Israel         |

Por programa
| N.º de indicações | País |
| ----------------- | ---- |
| 2                 | Des  |

Por emissora
| N.º de indicações | Emissora/plataforma |
| ----------------- | ------------------- |
| 5                 | Netflix             |
| 3                 | Globoplay           |
| 2                 | Endemol             |
| 2                 | HBO                 |
| 2                 | ITV                 |
| 2                 | Univision           |